# ريفرز أوف بابيلون
ريفرز أوف بابليون (بالإنجليزية: Rivers of Babylon) هي أغنية راستافارية لفرقة ذا ميلوديانس الجامايكية، أنتجت في سنة 1970. كلمات الأغنية مأخوذة من سفر المزامير 19 و137 في الكتاب المقدس. تم تسجيل هذه الأغنية من قبل برينت دوي وتريفور مكنوفتون وقد تم عرض الأغنية في الفيلم الجامايكي ذا هاردر ذاي كام في سنة 1972. حققت هذه الأغنية شهرة كبيرة واحتلت المراكز الأولى في عدة دول من أوروبا و الولايات المتحدة وأستراليا ونيوزيلندا